# Afroepitriptus beckeri
Afroepitriptus beckeri är en tvåvingeart som beskrevs av Pavel Lehr 1992. Afroepitriptus beckeri ingår i släktet Afroepitriptus och familjen rovflugor.
Artens utbredningsområde är Marocko. Inga underarter finns listade i Catalogue of Life.